# ヨーゼフ・メンデルスゾーン
ヨーゼフ・メンデルスゾーン（Joseph Mendelssohn 1770年8月11日 - 1848年11月24日）は、ユダヤ系ドイツ人の銀行家。1823年、金庫組合Cassen-Vereinという手形交換所の設立に関わった。

## 生涯
ヨーゼフは大きな影響力を持った哲学者のモーゼス・メンデルスゾーンの長男であった。1795年、彼は自らの金融会社を設立、1804年には作曲家フェリックス・メンデルスゾーンの父である彼の弟アブラハムを会社に迎えている。この銀行（Mendelssohn & Co.）はメンデルスゾーン一家によって運営され、19世紀のうちには主要銀行へと成長、20世紀初頭にはドイツ国内で最も重要かつ影響力のある銀行の1つとなった。メンデルスゾーン一家の大半は1900年までにはユダヤ教を捨てていたが、銀行は1938年にナチスのアーリア化政策によって閉鎖させられた。
ヨーゼフの子孫には神経学者のアレクサンダー・カール・オットー・ヴェストファルがいる。